# تهجير الفلسطينيين 1967

لاجئون فلسطينون في مخيم جرمانا بعد النكسة.

تهجير الفلسطينيين 1967 هي عملية تهجير شملت نحو 280 إلى 325 ألف فلسطيني  من الأراضي التي احتلتها إسرائيل في فترة حرب الأيام الستة، وتضمنت العملية هدم القرى الفلسطينية عمواس، ويالو، وبيت نوبا  وسوريت، وبيت عوا وبيت مرسم والشويخ والجفتلك والعقاريث والحسيرات، وتفريغ مخيمات عقبة جبر وعين السلطان.
وكان حوالي 145 ألف من اللاجئين الفلسطينيين عام 1967 لاجئين من حرب فلسطين عام 1948،  وبحلول ديسمبر 1967، هُجر نحو 245 ألف فلسطيني من الضفة الغربية وقطاع غزة إلى الأردن، ونحو 11 ألف من قطاع غزة إلى مصر، و116 ألف فلسطيني وسوري من مرتفعات الجولان إلى سوريا.
حتى عام 1967، كان نصف الفلسطينيين يعيشون داخل حدود الانتداب السابق على فلسطين، لكن الأغلبية عاشت خارج الأراضي الفلسطينية بعد ذلك العام.
أشار تقرير الأمم المتحدة لعام 1971 إلى أن "بناءً على الشهادات التي قُدمت إليه أو التي تم الحصول عليها في سياق تحقيقاته، اضطرت اللجنة الخاصة إلى الاستنتاج أن حكومة إسرائيل تنفذ بصورة متعمدة سياسات تهدف إلى منع عودة سكان الأراضي المحتلة إلى بيوتهم وإخراج الذين يعيشون في منازلهم في الأراضي المحتلة، سواء عن طريق وسائل مباشرة مثل الترحيل أو غير المباشرة من خلال محاولات تقويض معنوياتهم أو عن طريق تقديم حوافز خاصة، كل ذلك بالهدف النهائي من الضم والاستيطان في الأراضي المحتلة. تعتبر اللجنة الخاصة أن أفعال حكومة إسرائيل لتحقيق هذه السياسات هي أخطر انتهاك لحقوق الإنسان الذي لفتته الانتباه. وتشير الأدلة إلى أن هذا الوضع قد تدهور منذ آخر بعثة للجنة الخاصة في عام 1970."
بعد زيارة وحدة الحرب النفسية إلى قلقيلية التي فر العديد من سكانها، لاحظ الممثل الخاص للأمم المتحدة نيلس-غوران غوسينج أن 850 منزل من أصل 2000 منزل في المدينة قد هُدم.